# Велебрдо
Велебрдо (мкд. Велебрдо) је насељено место у Северној Македонији, у западном делу државе. Велебрдо припада општини Маврово и Ростуша.

## Географија
Насеље Велебрдо је смештено у западном делу Северне Македоније. Од најближег већег града, Дебра, насеље је удаљено 20 km североисточно.
Велебрдо се налази у доњем делу историјске области Река. Насеље је положено на источним падинама планине Дешат, док се даље ка истоку тло стрмо спушта у уску долину реке Радике. Надморска висина насеља је приближно 880 метара.
Клима у насељу је планинска.

## Становништво
По попису становништва из 2002. године Велебрдо је имало 750 становника.
Претежно становништво у насељу су етнички Македонци (81%), ау мањини су Турци (18%). Заправо, већинско становништво је торбешко.
Већинска вероисповест у насељу је ислам..